# 吹田市立佐竹台小学校
吹田市立佐竹台小学校（すいたしりつ さたけだいしょうがっこう）は、大阪府吹田市にある公立小学校。千里ニュータウン（吹田市域）で最初の小学校として、1962年に開校した。
校章は竹の葉をデザインしたものとなっている。千里丘陵・佐井寺地区の竹林を切り崩して校区が造成され、「美しい竹の台地」という意味で「佐竹台」の地名が命名されたことが、校章デザインの由来となっている。

## 沿革
千里ニュータウンの都市計画が策定された際、教育施設の配置については「一つの小学校は高学年児童が学ぶ本校1校と、低学年児童が学ぶ分校2ヶ所の計3ヶ所体制とする。低学年用分校については通学距離を極力短くしたうえ、公立幼稚園と同一敷地内に併設し、児童の発達段階を考慮して幼稚園と連携して教育をおこなう。」という案が出された。その案に基づいて、現在の吹田市立佐竹台幼稚園の敷地で開校した。しかし行政サイドから財政条件や「既存地域の学校との教育格差が生まれる」という指摘があり、この計画は撤回された。そのため、1年生から6年生まで一体で学ぶ校舎が現在地に建設された。
- 1962年9月16日 - 吹田市立千里丘陵小学校（仮称）として、吹田市佐竹台5丁目（現在の吹田市立佐竹台幼稚園の場所）に開校。
- 1962年11月20日 - 校名が正式決定し、吹田市立佐竹台小学校となる。
- 1963年2月27日 - 開校式を実施。
- 1964年4月1日 - 現在地に移転。
- 1980年4月1日 - 養護学級を設置。
- 1982年 - 吹田市立東佐井寺小学校を分離。
- 1995年1月17日 - 阪神・淡路大震災で校舎一部被害。
- 1995年7月21日 - 大阪府保健センターより、学校給食優良校の表彰を受ける。
- 1996年4月 - 吹田市社会福祉協議会より、福祉教育協力校に指定される。
- 2003年 - 校区を一部変更。佐井寺4丁目（旧吹田市立佐井寺小学校校区）を校区に編入。

## 通学区域
- 吹田市 佐竹台1丁目-6丁目、佐井寺4丁目。

卒業生は基本的に吹田市立高野台中学校に進学する。

## 交通
- 阪急千里線 南千里駅 南東へ約1.3km。
- 阪急バス 佐竹台4丁目バス停。